# Црногорски симфонијски оркестар
Црногорски симфонијски оркестар отпочео је са радом у септембру 2007. То је један од најважнијих и најсложенијих сегмената Црногорског музичког центра. Симфонијски оркестар је наследио педесетогодишњи рад Симфонијског и камерног ансамбла, који је био у саставу Радио-телевизије Црне Горе.
Музички директор и шеф-диригент Црногорског симфонијског оркестра је руски диригент Григориј Краско.